# Кирило II Єрусалимський
Кирило II (у миру Костянтин Критікос) - патріарх Єрусалимський з 1845 по 1872 рік.

## Біографічні дані
Константинос Критікос народився на Самос Хорі в 1792 або 1795 році в сім'ї благочестивих батьків Ніколаоса та Іріни. У віці 14 років він був посвячений в читання архієпископом Самоського Даниїлом, а в 1816 році став чернецьким і був висвячений на диякона в монастирі Святого Хреста архієпископом Самоського Кирило Аграфіотісом. У 1818 році митрополитом Стагі Амвросієм, який перебував у вигнанні на Самосі, був рукоположений у пресвітері.
У 1819 році поїхав до Константинополя, де познайомився з єрусалимським патріархом Полікарпієм, від якого отримав дозвіл вступити в братство агіотафітів. У 1820 році він відправився до Єрусалиму, де був висвячений в архімандрита і призначений настоятелем монастиря Святого Миколая, а потім монастиря Успіння Богородиці Гефсиманської. 9 листопада 1830 року обраний архієпископом Севастійським, а 1836 року — митрополитом Лідським.
28 березня 1845 року він був обраний патріархом Єрусалимським. Як патріарх, Кирило цікавився насамперед духовним розвитком Єрусалимської церкви, заснуванням шкіл, благодійних організацій, сиріт тощо. У 1855 р. він заснував у Константинополі Дівчачу школу Гробу Господнього, тоді як Могила, Богословську школу Св. Хреста та екзархату Гробу Господнього в Греції. У нього була особиста дружба з національним благодійником Сарантісом Архігенісом, і в 1857 році він відкрив школу для дівчат Архігеніо. Любов до своєї особливої батьківщини привела його до будівництва Піфагорійської середньої школи на Самосі, а також оздоблення монастиря Чесного Хреста іконостасом і різними золотими святинями. Він також допоміг багатьом постраждалим самам фінансово.
У 1872 р. його запросили взяти участь у Великому помісному синоді в Константинополі, який оголосив болгар розкольниками через проголошення автокефії їхньої Церкви. Проте патріарх Кирило відмовився прийняти термін Синоду, за яким болгари були оголошені розкольниками. 14 вересня він повернувся до Єрусалиму, щоб зустрітися з великим князем Миколою Миколайовичем, який виявив бажання приїхати на Святу Землю. Після відходу Великого князя 7 листопада 1872 року єпископи Єрусалимської Церкви, за винятком митрополита Назарету, усунули Патріарха Кирила з посади як прихильника розкольників. У грудні 1872 року Священний Синод Патріархату наклав на нього честь причастя.
Губернатор Єрусалиму Назіф-паша повідомив йому 18 грудня, що Блискуча Порта схвалили його усунення і наказали негайно відправитися в порт Яффо, а звідти на урядовому кораблі до Стамбула. Проте Патріарх Кирило продовжував залишатися популярним серед колишньої пастви, особливо арабомовної. Через два роки, головним чином на вимоги православного арабського духовенства та народу, 26 лютого 1875 року Священний Синод Патріархату відсторонив від посади його наступника, Патріарха Прокопія II, незважаючи на протести Вселенського Патріархату.
У 1877 р. Єрусалимський патріарх Ієрофей Патріаршим і Синодальним актом скасував викуп за причастя, яка була накладена на Кирила. Він помер без грошей 18 серпня 1877 року в Стамбулі у віці 82 років. Його останки разом з патріархом Никодимом були перевезені до Єрусалиму в 2004 році зусиллями Патріарха Єрусалимського Іринея та архієпископа Антідона Нектарія, екзарха Гробу Господнього в Константинополі.